# Aeroportul Antsoa
Aeroportul Antsoa (IATA: WBO, ICAO: FMSB) este un aeroport din Madagascar.
aeroportul dispune de o singură pistă.